# Thrust SSC

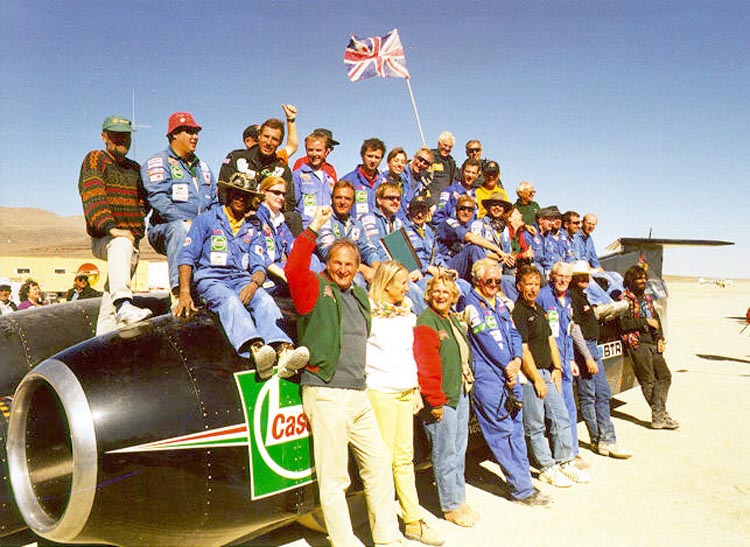
De Thrust SSC in de Black Rock Desert.

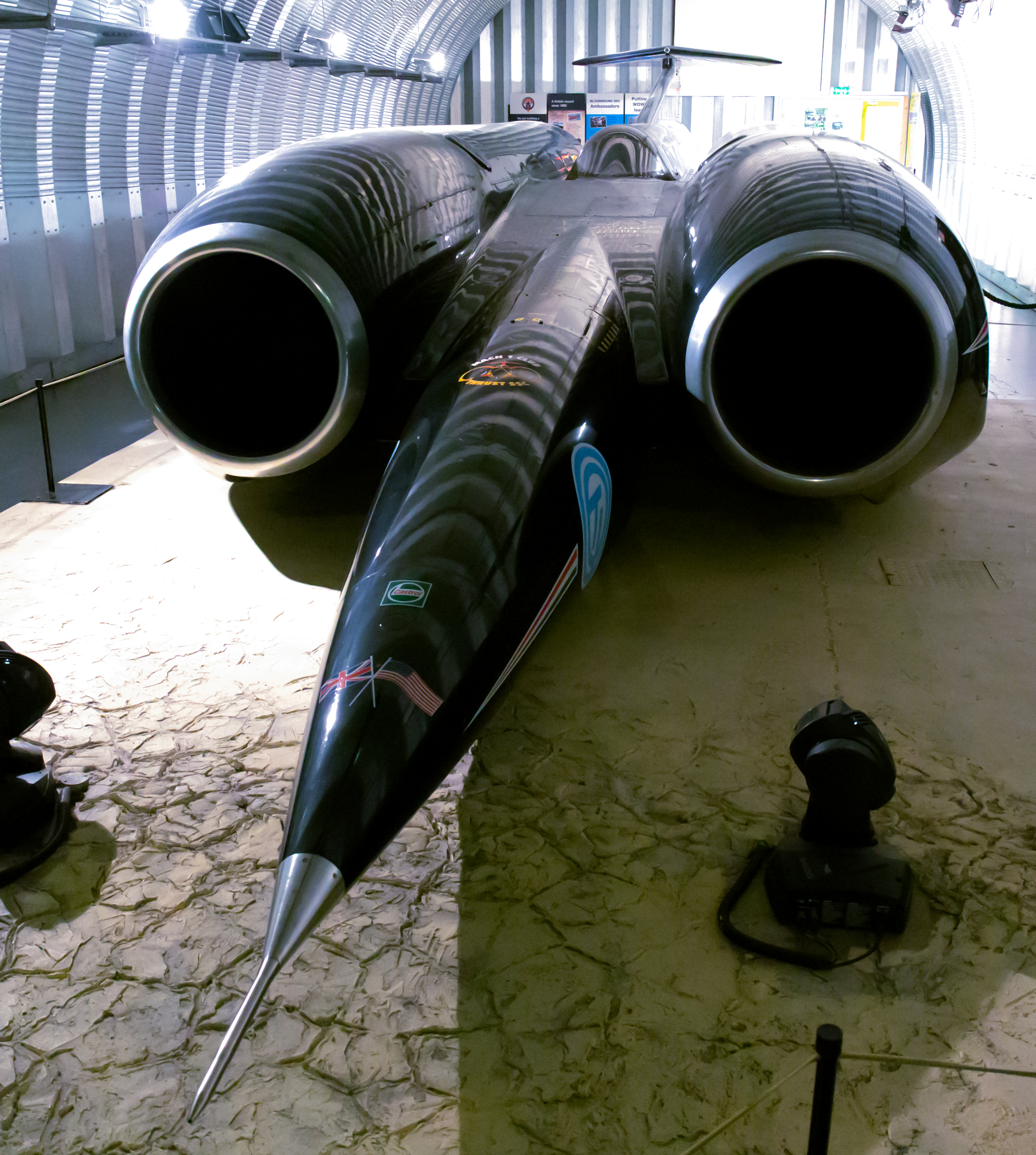
De auto in het museum

Thrust SSC (SuperSonic Car) is een auto met straalaandrijving die het wereldsnelheidsrecord op land (1228 km/h, 763 mph) heeft verbroken en tegelijk de naam van het team dat dit voor elkaar kreeg.
Richard Noble brak in 1983 het wereldsnelheidsrecord op land in de Thrust 2. In 1996 begon hij met een team van specialisten aan de bouw van de Thrust SSC. Het resultaat was een auto, met twee Rolls Royce straalmotoren aan weerskanten van de bestuurder. De besturing geschiedde aan de achterkant, met de twee achterwielen in lijn. De wielen waren van aluminium en hadden geen banden: bij dergelijke snelheden is rubber ongeschikt. De auto was 16,5 meter lang, 3,7 meter breed en woog 10,5 ton.
Na maanden testen, verbrak de auto op 15 oktober 1997, bestuurd door Andy Green, een piloot van de Britse luchtmacht (RAF), het oude record met een snelheid van Mach 1.05 in de Black Rock Desert in Nevada (VS), hiermee was het het eerste landvoertuig dat door de geluidsbarrière ging.
De auto zette in feite twee records neer:
| De mijl met vliegende start:      | 1227,985 km/h |
| De kilometer met vliegende start: | 1223,657 km/h |

De auto staat tegenwoordig in het Coventry Museum of Transport in Coventry.